# 皮克斯 (默尔特-摩泽尔省)
皮克斯（法語：Puxe，法語發音：[pyks]）是法国默尔特-摩泽尔省的一个市镇，属于布里埃区。

## 地理
皮克斯（49°9'23"N, 5°47'33"E）面积5.89 平方千米，位于法国大東部大區默尔特-摩泽尔省，该省份为法国东北部内陆省份，是洛林的一部分，北邻比利时、卢森堡，北起顺时针与摩泽尔省、下莱茵省、孚日省和默兹省接壤。
与皮克斯接壤的市镇（或旧市镇、城区）包括：阿拉蒙、邦库尔、弗里欧维尔、让德利兹、奥莱、圣让莱比济、维莱苏帕雷。

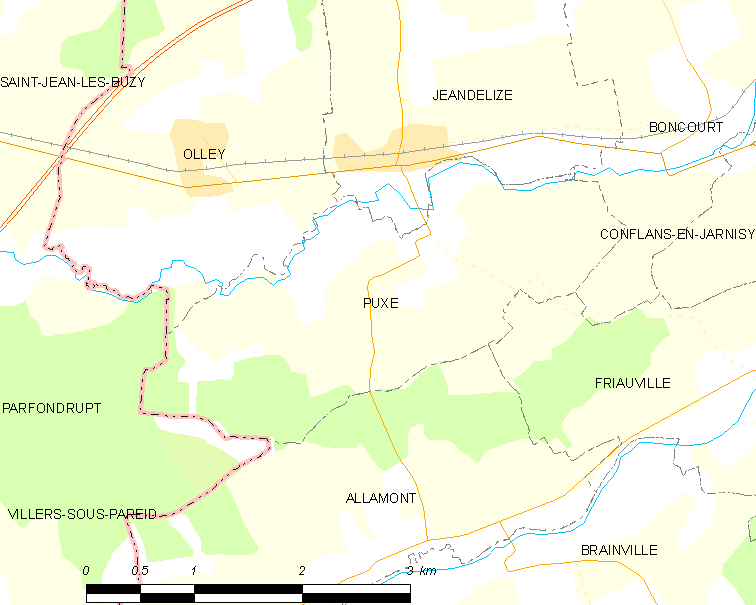
的OSM定位图

皮克斯的时区为UTC+01:00、UTC+02:00（夏令时）。

## 行政
皮克斯的邮政编码为54800，INSEE市镇编码为54440。

## 政治
皮克斯所属的省级选区为雅尼县。

## 人口

1962-2008年间人口变化图示

皮克斯于2022年1月1日时的人口数量为112人。